# Hartmann I. von Dillingen
Hartmann I. von Dillingen († 16. April 1121 im Kloster Neresheim) war Graf von Dillingen und gründete das Kloster Neresheim.

## Leben

Allianzwappen der Grafen von Dillingen und der Herren zu Winterthur

Hartmann entstammte dem schwäbischen Geschlecht der Grafen von Dillingen, das im Donauraum begütert war. Er war der Sohn von Hupold († 1074), Graf von Dillingen. Durch die Ehe Hartmanns I. von Dillingen mit Adelheid von Winterthur-Kyburg, vermutlich eine Tochter des letzten Winterthurer Grafen Adalbert II., kamen die Grafen von Dillingen zu weitläufigen Besitzungen und Gebietsansprüchen im Thurgau und nannten sich nun auch Grafen von Kyburg. Ein Sohn von Hartmann war Ulrich I. von Kyburg-Dillingen († 1127), Bischof von Konstanz. Eine Tochter war Adelheid von Dillingen († 1. Dezember 1141 als Nonne im Kloster Zwiefalten), die verheiratet war mit Ulrich I. von Gammertingen († 18. September 1110), Graf von Gammertingen.
Das Kloster Neresheim wurde 1095 von Graf Hartmann von Dillingen und seiner Frau Adelheid auf der Burg Neresheim als Augustiner-Chorherrenstift gegründet und 1106 in eine Benediktinerabtei umgewandelt, die sich der Hirsauer Reform anschloss. Vor seinem Tod trat Hartmann I. als Mönch in das Kloster Neresheim ein und starb dort im Jahr 1121.